# バッファロー・フィルハーモニー管弦楽団
バッファロー・フィルハーモニー管弦楽団（バッファロー・フィルハーモニーかんげんがくだん、英: Buffalo Philharmonic Orchestra）は、ニューヨーク州北西部バッファローにあるオーケストラである。

## 沿革
1935年設立。本拠地はクラインハンス・ミュージック・ホール (Kleinhans Music Hall) 。

1945年にウィリアム・スタインバーグが音楽監督に就任し、ヨーロッパから多くの演奏家を招き、演奏の質の向上を計り、初の商業録音となるショスタコーヴィチの交響曲第7番の録音を行った。

1953年から音楽監督を務めたヨーゼフ・クリップスは、ヨーロッパ的な音楽作り、サウンドをオーケストラにもたらした。

1963年からルーカス・フォスが音楽監督となり、現代の作品を多く取り上げ、ニューヨークのカーネギー・ホールに定期的に出演するようになった。

1971年には、当時27歳の若きマイケル・ティルソン・トーマスが音楽監督に就任し、コロムビア・レコードに録音を行い始めた。

1985年から、世界的な評価を上げつつあったセミヨン・ビシュコフを音楽監督にすえ、楽団創立50周年記念事業の一環として実施されたヨーロッパ楽旅を成功させた。

1999年からジョアン・ファレッタが音楽監督を務める。
定期公演のほか、ガラコンサート、ポップスコンサート、青少年コンサート、家族コンサート、野外コンサート、レコーディングなど精力的に活動する。

## 音楽監督
- ラジョス・シュク (Lajos Shuk) (1935 - 1936年)
- フランコ・アウトリ (Franco Autori) (1936 - 1945年)
- ウィリアム・スタインバーグ (William Steinberg) (1945 - 1952年)
- アイズラー・ソロモン (Izler Solomon) (1952 - 1953年, コンダグター・イン・レジデンス)
- ヨーゼフ・クリップス (Josef Krips) (1954 - 1963年)
- ルーカス・フォス (Lukas Foss) (1963 - 1971年)
- マイケル・ティルソン・トーマス (Michael Tilson Thomas) (1971 - 1979年)
- ユリウス・ルーデル (Julius Rudel) (1979 - 1985年)
- セミヨン・ビシュコフ (Semyon Bychkov) (1985 - 1989年)
- マクシミリアーノ・ヴァルデス (Maximiano Valdes) (1989 - 1998年)
- ジョアン・ファレッタ（英語版） (JoAnn Falletta) (1999年 - )